# Piotr Myrcha
Piotr Myrcha (ur. 13 lipca 1964 w Warszawie) – polski chirurg ogólny i naczyniowy, dr hab. nauk medycznych.

## Życiorys
W 1990 ukończył studia w Akademii Medycznej w Warszawie. Następnie rozpoczął pracę w Szpitalu Bródnowskim w Warszawie. W 2020 objął funkcję ordynatora Zespołu Oddziałów Chirurgii Ogólnej, Naczyniowej i Onkologicznej.
Założyciel, wokalista oraz gitarzysta punk-rockowego zespołu LD50.